# Природні оксиди
Окси́ди приро́дні — клас мінералів, представлений хімічними сполуками різних елементів з киснем. Нараховують близько 300 мінеральних видів.

## Загальний опис
Найпоширеніші Si, Fe, Mn, Al, в меншій мірі Cu, U. Більшість природних оксидів — сполуки з іонним зв'язком, однак мінерали кремнезему характеризуються ковалентним зв'язком, так само як інших неметалів (As, Se, Те) і халькофільних елементів (Cu, Pb, Zn, Sn, Hg, Cd, In, Bi, Sb). Традиційно в цьому класі оксиди об'єднані з гідроксидами і оксигідратами. Природні оксиди поділяють на прості і складні, а також на групи за катіонним складом. До простих природних оксидів відносять мінерали, що містять тільки один кристалохімічний сорт катіонів, до складних — мінерали з двома і більше кристалохімічними сортами катіонів.
Утворення природних оксидів пов'язане з ендогенними, екзогенними і метаморфічними процесами.
Одні природні оксиди — акцесорні мінерали вивержених порід (магнетит, ільменіт, рутил і ін.), інші належать до породотвірних і жильних мінералів (кварц).
Багато природних оксидів полігенні, належать до мінералів наскрізних (кварц, магнетит, гематит тощо).
Велике практичне значення природних оксидів визначається тим, що до них належать такі найважливіші рудні мінерали, як магнетит, гематит, піролюзит, каситерит, ільменіт, рутил, лопарит, пірохлор, мікроліт, танталіт, колумбіт, вольфраміт, хроміт, бадделеїт тощо, а також кварц, корунд і його дорогоцінні різновиди (рубін, сапфір), ювелірні різновиди хризоберилу (олександрит) і таке інше.